# Brody Jenner

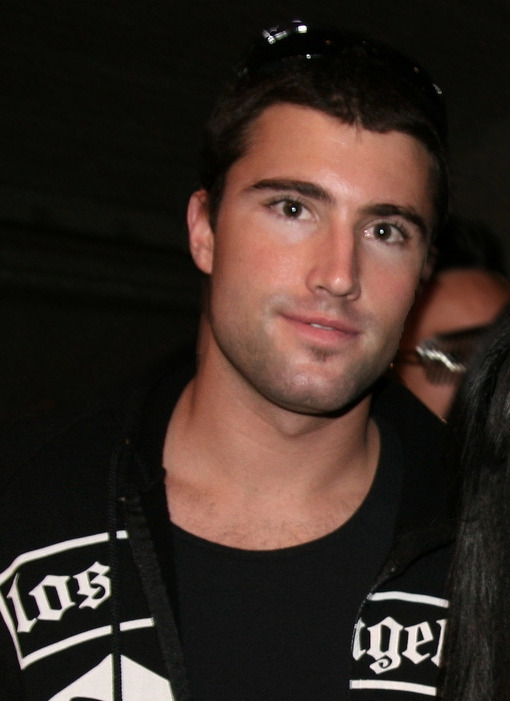
Jenner år 2008.

Sam Brody Jenner, född 21 augusti 1983 i Los Angeles, Kalifornien, är en amerikansk modell , skådespelare och dokusåpadeltagare.
Han är son till Caitlyn Jenner (tidigare Bruce Jenner) och Linda Thompson. Han är yngre bror till Brandon Jenner och halvbror till Burton (Burt), Cassandra (Casey), Kendall och Kylie Jenner. Jenner har även styvsyskonen Kourtney, Kim, Khloé och Rob Kardashian.
Brody Jenner var tidigare tillsammans med sångerskan Avril Lavigne.